# Chloridolum plicovelutinum
Chloridolum plicovelutinum là một loài bọ cánh cứng trong họ Cerambycidae.